# Andreï Sergueïev (acteur)
Pour les articles homonymes, voir Sergueïev.
Andreï Vladimirovitch Sergueïev (Андрей Владимирович Сергеев), né le 11 février 1954 à Moscou (URSS), est un acteur de théâtre et de cinéma russe et soviétique.

## Biographie
Andreï Sergueïev naît dans la famille de l'artiste émérite de la RSFSR, Vladimir Vladimirovitch Sergueïev, et de son épouse, journaliste aux Izvestia. Il est diplômé en 1975 de l'institut Chtchoukine auprès du théâtre Vakhtangov et il étudie au GITIS dans le cours de Vassiliev. En 1995, il termine les cours supérieurs de réalisation et de scénario auprès du Goskino (cours de Vladimir Motyl).
Andreï Sergueïev est acteur de 1975 à 1982 au théâtre dramatique Gogol de Moscou et de 1983 à 2014 au théâtre Mossoviet. Au milieu des années 1990, il commence à être réalisateur de films publicitaires, et joue pour le cinéma et pour des feuilletons télévisés.
Il est resté marié deux ans avec l'actrice Evguenia Krioukova,.

## Théâtre

### Théâtre Gogol
- Шестьдесят семь по диагонали (Soixante-sept en diagonale, mise en scène de V. Bogolepov) : Procha
- Сказка (Conte, mise en scène de V. Bogolepov) : le frère aîné
- Берег (La Rive, You. Bondarev, mise en scène de B. Goloubovski) : Max
- Дуэль (Le Duel, d'après Tchekhov, mise en scène d'E. Liskonog) : Atchmianov
- При жизни Шекспира (Du vivant de Shakespeare, A. Remizov, mise en scène de V. Bogolepov) : Cecil
- Закон (La Loi, A. Wachsberg, mise en scène de B. Goloubovski) : Soldatov
- Дом (La Maison, F. Abramov, mise en scène de B. Goloubovski et V. Bogolepov) : Grigori

### Théâtre-atelier (École d'art dramatique)
- Наблюдатель (L'Observateur, Alexeï Chipenko, mise en scène de B. Ioukhananov) : Filonov

### Théâtre Mossoviet
- Премьера (La Première, L. Roseb, mise en scène de M. Weil) : Rezo
- Вдовий пароход (Le Bateau à vapeur de la veuve, I. Grekov, mise en scène de G. Ianovskaïa) : Vadim Gromov
- Ревизия (Révision, B. Rankine, mise en scène d'I. Dankman) : Constantin
- Дом на песке (La Maison sur le sable, R. Ibraguimbekov, mise en scène de B. Chtchedrine) : Alik
- Суд над судьями (Le Procès des juges ou Jugement à Nuremberg, d'après Abby Mann, mise en scène de P. Khomski) : Petersen
- Фабричная девчонка (La Fille de l'usine, A. Volodine, mise en scène de B. Chtchedrine) : Sinitsine
- Мать Иисуса (La Mère de Jésus, A. Volodine, mise en scène de M. Kisseliov, Bulgarie) : l'anxieux
- Операция „С Новым годом!“ (Opération Nouvel An, A. German, mise en scène de P. Khomski) : Lazarev
- Человек как человек (L'Homme en tant qu'homme, Brecht, mise en scène de M. Weil) : Brecht
- Белая гвардия (La Garde blanche, Boulgakov, mise en scène de P. Khomski) : Alexeï Tourbine[3],[4]
- Чайка (La Mouette, Tchekhov, mise en scène de G. Trostianetski) : Trigorine
- У врат царства (Aux portes du royaume, Knut Hamsun, mise en scène de You. Eremine) : Erwen
- Собачий вальс (La Valse du chien, L. Andreïev, mise en scène de A. Jitinkine) : Heinrich Thiele
- Братья и Лиза (Les Frères et Lisa, A. Kazantsev, mise en scène de E. Lazarev) : Piotr[5],[6]
- Милый друг (Bel ami, Maupassant, mise en scène de A. Jitikine) : Charles Forestier [7]
- Долгое путешествие в ночь (Le Long Voyage vers la nuit (Eugene O'Neill, mise en scène de P. Safonov) : James Tyrone[8],[9],[10]
- Сирано де Бержерак (Cyrano de Bergerac, Edmond Rostand) : Brissaille
- Царство отца и сына (Le Royaume du père et du fils) : Vassili Chouïski

## Filmographie

### Films
- 1976 : Красное и чёрное (Le Rouge et le Noir, d'après Stendhal) : le marquis de Croisenois
- 1984 : Букет мимозы и другие цветы (Bouquet de mimosa et autres fleurs) : Dima
- 1985 : Иван Бабушкин (Ivan Babouchkine) : Andreï Sergueïevitch
- 1990 : Мать Иисуса (La Mère de Jésus) : le frère aîné
- 1990 : Смерть в кино (Mort au cinéma) : Anatole
- 1994 : Подлинный художник, истинный артист, настоящий убийца (Authentique peintre, vrai artiste, véritable tueur) : ?
- 2000 : Репете (Répétez) : le réalisateur Gandlevski
- 2003 : Жизнь одна (Il n'y a qu'une vie) : Sergueï
- 2004 : Таксистка (La Taxiste) : Lev (série 8)
- 2005 : Чайка (La Mouette) : le docteur Dorn
- 2006 : Любовь неизведанного пространства (L'Amour d'un espace inconnu) : Krymski
- 2007 : Дом на набережной (La Maison sur le quai) : Alexandre Glebov
- 2007 : Ловушка (Le Piège) : Klim Voronov
- 2009 : Перестройка (Perestroïka) : Victor Krymski
- 2009 : Лапушки (Chouchous) : Valery Veniaminovitch Sivoutch, le père de Roma
- 2011 : Башня: Новые люди (La Tour : nouveaux gens) : professeur Berger
- 2012 : Последняя жертва (La Dernière victime) : ?
- 2012 : Хозяйка Белых ночей (La Maîtresse de maison des Nuits blanches) : Gleb Evguenievitch Ikonine
- 2013 : Прошлым летом в Чулимске (L'Été dernier à Tchoulimsk) : Afanassi Dergatchiov, le mari d'Anna
- 2014 : Швейцар (Le Suisse) : ?

### Séries télévisées
- 1998-2002 : Самозванцы (Les Imposteurs (série télévisée)): Vitali Tikhonov
- 2004 : Евлампия Романова. Следствие ведет дилетант (Evlampia Romanova. L'enquête est menée par un amateur) : Andreï Kortchaguine
- 2005 : Гражданин начальник (Citoyen chef): Youri Borissovitch Gorskikh
- 2007 : Промзона (Zone industrielle) : le gouverneur
- 2009 : Черчилль (Churchill) : Anatoli Fiodorovitch Mourachov
- 2010 : Русский шоколад (Chocolat russe) : Matveï Pavlovitch Pakhomov
- 2013 : Куприн (Kouprine) : le général

## Source de la traduction
- (ru) Cet article est partiellement ou en totalité issu de l’article de Wikipédia en russe intitulé « Сергеев, Андрей Владимирович » (voir la liste des auteurs).